# Hermione Gingold
Hermione Ferdinanda Gingold, född 9 december 1897 i Maida Vale i London, död 24 maj 1987 i New York, var en brittisk skådespelare. Gingold är bland annat känd för Gigi, ett lättfärdigt stycke, Hokus pokus och Music Man.

## Filmografi i urval
- 1952 – Pickwickklubben
- 1953 – Skeppsbrutna i paradiset
- 1956 – Jorden runt på åttio dagar
- 1958 – Gigi, ett lättfärdigt stycke
- 1958 – Hokus pokus
- 1960 – Alfred Hitchcock presenterar (TV-serie)
- 1962 – Music Man
- 1964 – En fästman för mycket
- 1966 – Vik hädan, monster!
- 1967 – Månraketen
- 1977 – Sommarnattens leende
- 1983 – Hotellet (TV-serie)
- 1984 – Jakten på Garbo